# Prix des libraires du Québec
Pour la récompense française, voir Prix des Libraires.
Le Prix des libraires du Québec est un prix littéraire créé en 1994 par l'Association des libraires du Québec et le Salon international du livre de Québec. Il « honore les auteurs dont l’œuvre a retenu l’attention des libraires par son originalité et sa qualité littéraire ».

## Catégories
Il existe six catégories  : 
- Roman-Nouvelles-Récit (créée en 1994)
- Jeunesse (créée en 2011) - 0-5 ans, 6-11 ans et 12-17 ans
- Poésie (créée en 2015[3])
- Bande dessinée (créée en 2018)
- Essai (créée en 2018)
- Bande dessinée Jeunesse (créée en 2020)

Les quatre catégories « Roman-Nouvelles-Récit », « Jeunesse » «Bande dessinée Jeunesse» et « Bande dessinée », sont divisées en deux sous-catégories : les lauréats Québec, et les lauréats Hors-Québec. Les deux catégories « Poésie » et « Essai » ne récompensent que des lauréats québécois.
Les lauréats des catégories « Jeunesse » sont dévoilés fin février. Les lauréats des quatre autres catégories sont dévoilés en mai lors du Gala du Prix des libraires.

## Catégorie «Roman-Nouvelles-Récit»

### Lauréats et finalistes québécois
| Année | Auteur                       | Ouvrage                                    | Éditeur              | Finalistes |
| ----- | ---------------------------- | ------------------------------------------ | -------------------- | --- |
| 1994  | Monique Proulx               | Homme invisible à la fenêtre               | Boréal               | |
| 1995  | Michel Tremblay              | Un ange cornu avec des ailes de tôle       | Boréal               | Betsi la rousse, Louis Hamelin (Boréal) L'immaculée conception, Gaétan Soucy (Boréal) Le poids des ombres, Marie Laberge (Boréal) Va savoir, Réjean Ducharme (Gallimard) |
| 1996  | Ying Chen                    | L'Ingratitude                              | Leméac/Actes Sud     | Aurélien, Clara, Mademoiselle et le lieutenant anglais, Anne Hébert (Seuil) Maman last call, Nathalie Petrowski (Boréal) La nuit des princes charmants, Michel Tremblay (Leméac) Soifs, Marie-Claire Blais (Boréal)                                                                              |
| 1997  | Marie Laberge                | Annabelle                                  | Boréal               | Aurores montréales, Monique Proulx (Boréal) L'écrivain public, Pierre Yergeau (L'Instant même) Le principe du geyser, Stéphane Bourguignon (Québec Amérique) Le troisième orchestre, Sylvain Lelièvre (Québec Amérique)                                                                          |
| 1998  | Bruno Hébert                 | C'est pas moi, je le jure                  | Boréal               | Le cercle de Clara, Martine Desjardins (Leméac) Le monde sur le flanc de la truite, Robert Lalonde (Boréal) La passion de Jeanne, Michelle Tisseyre (Robert Laffont) Quarante-quatre minutes, quarante-quatre seconde, Michel Tremblay (Leméac/Actes Sud)                                        |
| 1999  | Marie Laberge                | La Cérémonie des anges                     | Boréal               | La chat sauvage, Jacques Poulin (Leméac) La petite fille qui aimait trop les allumettes, Gaétan Soucy (Boréal) Le roman de Julie papineau. L'exil, Micheline Lachance (Québec Amérique) Marie-Hélène au mois de mars, Maxime-Olivier Moutier (Triptyque)                                         |
| 2000  | Nadine Bismuth               | Les gens fidèles ne font pas les nouvelles | Boréal               | La danse juive, Lise Tremblay (Leméac) Garage Molinari, Jean-François Beauchemin (Québec Amérique) L'homme au complet, Aude (XYZ) Il était une fois une ville, Pierre Samson (Les Herbes rouges)                                                                                                 |
| 2001  | Gil Courtemanche             | Un dimanche à la piscine à Kigali          | Boréal               | Courir à sa perte, Gilles Archambault, (Boréal) L'énigme de Sales Laterrière, Bernard Andrès (Québec Amérique) Le maître d'hôtel, Raymond Cloutier (Lanctôt) Carnets de naufrage, Guillaume Vigneault (Boréal)                                                                                   |
| 2002  | Sylvain Trudel               | Du mercure sous la langue                  | Les Allusifs         | Putain, Nelly Arcan (Seuil) Rouge, mère et fils, Suzanne Jacob (Boréal) Ruelle océan, Rachel Leclerc (Boréal) Le ravissement, Andrée A. Michaud (L'Instant même) |
| 2003  | Gaétan Soucy                 | Music-Hall !                               | Boréal               | Dée, Michael Delisle (Leméac) Jours de sable, Hélène Dorion (Leméac) Quelqu'un, Aude (XYZ) La Tête ailleurs, Hélène Vachon (Québec Amérique) |
| 2004  | Lise Tremblay                | La Héronnière                              | Leméac               | Pascale, Françoise de Luca (Varia) L'analyste, David Homel (Actes Sud/Leméac) Nouvelles d'autres mères, Suzanne Myre (Marchand de feuilles) Wasurenagusa, Aki Shimazaki (Actes Sud/Leméac) |
| 2005  | Jean Barbe                   | Comment devenir un monstre                 | Leméac               | Le jour des corneilles, Jean-François Beauchemin (Les Allusifs) Le retour d'Afrique, Francine D’Amour (Boréal) Visions volées, Rachel Leclerc (Boréal) Qui a tué Magellan?, Mélanie Vincelette (Leméac)                                                                                          |
| 2006  | Nicolas Dickner              | Nikolski                                   | Alto                 | L'âme frère, Gilles Jobidon (VLB) La femme de ma vie, Francine Noël (Leméac) La mort de Mignonne, Marie-Hélène Poitras (Triptyque) Le siècle de Jeanne, Yvon Rivard (Boréal) |
| 2007  | Jean-François Beauchemin     | La Fabrication de l'aube                   | Québec Amérique      | La clameur des ténèbres, Neil Bissoondath (Boréal) Iphigénie en Haute-Ville, François Blais (L'Instant même) La rivière du loup, Andrée Laberge (XYZ) Mitsuba, Aki Shimazaki (Leméac/Actes Sud)                                                                                                  |
| 2008  | Rawi Hage                    | Parfum de poussière                        | Alto                 | Les carnets de Douglas, Christine Eddie (Alto) Un taxi la nuit, Pierre-Léon Lalonde (Septentrion) Tarquimpol, Serge Lamothe (Alto) Léon, Coco et Mulligan, Christian Mistral (Boréal) |
| 2009  | Catherine Mavrikakis         | Le Ciel de Bay City                        | Héliotrope           | Du bon usage des étoiles, Dominique Fortier (Alto) La Machine à orgueil, Michel Vézina (Québec Amérique) Tout m’accuse, Véronique Marcotte (Québec Amérique) Zakuro, Aki Shimazaki (Leméac/Actes Sud)                                                                                            |
| 2010  | Dany Laferrière              | L'Énigme du retour                         | Boréal               | Vu d'ici tout est petit, Nicolas Chalifour (Héliotrope) Maleficium, Martine Desjardins (Alto) L'œil de Marquise, Monique LaRue (Boréal) La foi du braconnier, Marc Séguin (Leméac) |
| 2011  | Louis Hamelin                | La Constellation du Lynx                   | Boréal               | Je voudrais qu'on m'efface, Anaïs Barbeau-Lavalette (Hurtubise) La canicule des pauvres, Jean-Simon DesRochers, (Les Herbes rouges) Réussir son hypermodernité et sauver le reste de sa vie en 25 étapes faciles, Nicolas Langelier (Boréal) Petite armoire à coutellerie, Sabica Senez (Leméac) |
| 2012  | Samuel Archibald             | Arvida                                     | Le Quartanier        | Le sablier des solitudes, Jean-Simon DesRochers (Les Herbes rouges) Sous béton, Karoline Georges (Alto) La marche en forêt, Catherine Leroux (Alto) Hongrie-Hollywood Express, Éric Plamondon (Le Quartanier)                                                                                    |
| 2013  | Éric Dupont                  | La Fiancée américaine                      | Marchand de feuilles | Document 1, François Blais (L'Instant même) Anima, Wajdi Mouawad (Leméac/Actes Sud) Mayonnaise, Éric Plamondon (Le Quartanier) Hollywood, Marc Séguin (Leméac) |
| 2014  | Larry Tremblay               | L'Orangeraie                               | Alto                 | La classe de madame Valérie, François Blais (L'Instant même) Pomme S, Éric Plamondon (Le Quartanier) Le sort de bonté III, Alain Poissant (Sémaphore) Les sangs, Audrée Wilhelmy (Leméac) |
| 2015  | Simon Roy                    | Ma vie rouge Kubrick                       | Boréal               | Le feu de mon père, Michael Delisle (Boréal) Forêt contraire, Hélène Frédérick (Verticales) Azami, Aki Shimazaki (Leméac) L'angoisse du poisson rouge, Mélissa Verreault (La Peuplade) |
| 2016  | Anaïs Barbeau-Lavalette      | La Femme qui fuit                          | Marchand de feuilles | Blanc dehors, Martine Delvaux (Héliotrope) L'année la plus longue, Daniel Grenier (Le Quartanier) À la recherche de New Babylon, Dominique Scali (La Peuplade) Nord Alice, Marc Séguin (Leméac)                                                                                                  |
| 2017  | Stéphane Larue               | Le Plongeur                                | Le Quartanier        | Autour d'elle, Sophie Bienvenu (Le Cheval d'août) Le poids de la neige, Christian Guay-Poliquin (La Peuplade) Étincelle, Michèle Plomer (Marchand de feuilles) Ukraine à fragmentation, Frédérick Lavoie (La Peuplade)                                                                           |
| 2018  | Christophe Bernard           | La Bête creuse                             | Le Quartanier        | De bois debout, Jean-François Caron (La Peuplade) Noms fictifs, Olivier Sylvestre (Septentrion) Le palais de la fatigue, Michael Delisle (Boréal) Le jeu de la musique, Stéfanie Clermont (Le Quartanier)                                                                                        |
| 2019  | Alexie Morin                 | Ouvrir son coeur                           | Le Quartanier        | Manuel de la vie sauvage, Jean-Philippe Baril Guérard (Ta Mère) Mère d’invention, Clara Dupuis-Morency (Triptyque) Querelle de Roberval, Kevin Lambert (Héliotrope) Une affection rare, Catherine Lemieux (Triptyque)                                                                            |
| 2020  | Marie-Ève Thuot              | La trajectoire des confettis               | Les Herbes rouges    | Blanc Résine, Audrée Wilhelmy (Leméac) L'apparition du chevreuil, Élise Turcotte (Alto) Le mammouth, Pierre Samson (Héliotrope) Les offrandes, Louis Carmain (VLB éditeur) |
| 2021  | Paul Kawczak                 | Ténèbre                                    | La Peuplade          | Bermudes, Claire Legendre (Leméac) L’avenir, Catherine Leroux (Alto) Là où je me terre, Caroline Dawson (Remue-ménage) Petites Cendres ou la capture Marie-Claire Blais (Boréal) |
| 2022  | Gabrielle Boulianne-Tremblay | La fille d'elle-même                       | Marchand de feuilles | Après Céleste, Maude Nepveu-Villeneuve (Ta Mère) Les ombres filantes, Christian Guay-Poliquin (La Peuplade) Tout est ori, Paul Serge Forest (VLB éditeur) Mille secrets mille dangers, Alain Farah (Le Quartanier)                                                                               |
| 2023  | Dominique Scali              | Les marins ne savent pas nager             | La Peuplade          | La banalité d'un tir, Mali Navia (Leméac) Perdre la tête, Heather O'Neill (Alto) Morel, Maxime Raymond Bock (Le Cheval d'août) À la maison, Myriam Vincent (Poètes de brousse) |
| 2024  | Emmanuelle Pierrot           | La version qui n'intéresse personne        | Le Quartanier        | Autoportrait d'une autre, Élise Turcotte (Alto) Hotline, Dimitri Nasrallah (La Peuplade) Granby au passé simple, Akim Gagnon (La Courte Échelle) Ce que je sais de toi, Éric Chacour (Alto) |

### Lauréats hors Québec
- 1994 : Donna Tartt – Le Maître des illusions (Plon)
- 1995 : Peter Mayle – Une année en Provence (Seuil)
- 1996 : Jostein Gaarder – Le Monde de Sophie (Seuil)
- 1997 : Bernhard Schlink – Le Liseur (Gallimard)
- 1998 : Alessandro Baricco – Soie (Albin Michel)
- 1999 : Nancy Huston – L'Empreinte de l'ange (Leméac / Actes Sud)
- 2000 : Amélie Nothomb – Stupeur et Tremblements (Albin Michel)
- 2001 : Dai Sijie – Balzac et la Petite Tailleuse chinoise (Gallimard)
- 2002 : Timothy Findley – Pilgrim (Serpent à plumes)
- 2003 : Dennis Lehane – Mystic River (Rivages)
- 2004 : Siri Hustvedt – Tout ce que j'aimais (Actes Sud/Leméac)
- 2005 : Carlos Ruíz Zafón – L'Ombre du vent (Grasset)
- 2006 : Khaled Hosseini – Les Cerfs-volants de Kaboul (Belfond)
- 2007 : Jonathan Safran Foer – Extrêmement fort et incroyablement près (L'Olivier)
- 2008 : Philippe Claudel – Le Rapport de Brodeck (Stock)
- 2009 : Cormac McCarthy – La Route (L'Olivier)
- 2010 : R. J. Ellory – Vendetta (Sonatine)
- 2011 : Auður Ava Ólafsdóttir – Rosa candida (Zulma)
- 2012 : Delphine de Vigan – Rien ne s'oppose à la nuit (JC Lattès)
- 2013 : Patrick deWitt – Les Frères Sisters (Alto)
- 2014 : Sorj Chalandon – Le Quatrième Mur (Grasset)
- 2015 : Hugh Howey – Silo (Actes Sud)
- 2016 : Elena Ferrante – L'Amie prodigieuse (Gallimard)
- 2017 : Emily St. John Mandel – Station Eleven (Alto et Payot & Rivages)
- 2018 : Jonas Gardell – N'essuie jamais de larmes sans gants (Gaïa)
- 2019 : Philippe Lançon - Le lambeau (Gallimard)
- 2020 : Alex Marzano-Lesnevich - L'empreinte (Sonatine)
- 2021 : Tiffany McDaniel - Betty (Gallmeister)
- 2022 : Mariana Enríquez - Notre part de nuit (Gallmeister)
- 2023 : Andreï Kourkov - Les abeilles grises (Liana Levi)
- 2024 : Neige Sinno - Triste tigre (POL éditeur)

### Mention spéciale
- 2007 – Michel Rabagliati – Paul à la campagne, Paul a un travail d'été, Paul en appartement, Paul dans le métro, Paul à la pêche (La Pastèque)

## Catégorie Jeunesse
Pour cette catégorie créée en 2011, les lauréats sont divisés en trois sous-catégories, par âge des lecteurs :
- 0-5 ans
- 6-11 ans
- 12-17 ans

### Lauréats québécois
- 2011
  - (0-5 ans) Rogé - Le roi de la Patate (Dominique et compagnie)
  - (6-11 ans) Alain M. Bergeron et Sampar - Ma petite amie (Soulières)
  - (12-17 ans) Linda Amyot - La fille d'en face (Leméac)
- 2012
  - (0-5 ans) Kyo Maclear et Isabelle Arsenault - Fourchon (La Pastèque)
  - (6-11 ans) Mario Brassard et Suana Verelst - La saison des pluies (Soulières éditeur)
  - (12-17 ans) Biz - La chute de Sparte (Leméac)
- 2013
  - (0-5 ans) Fabrice Boulanger - Ma sœur veut un zizi (Éditions de la Bagnole)
  - (6-11 ans) Rogé - Mingan: Poèmes d'écoliers innus (Éditions de la Bagnole)
  - (12-17 ans) André Marois - Les voleurs de mémoire (La Courte Échelle)
- 2014 : 
  - (0-5 ans) Marianne Dubuc - L'autobus (Comme des géants)
  - (6-11 ans) Simon Boulerice - Edgar Paillettes (Québec Amérique)
  - (12-17 ans) Patrick Isabelle - Eux (Leméac)
- 2015 : 
  - (0-5 ans) Pierrette Dubé et Orbie - La petite truie, le vélo et la lune (Les 400 coups)
  - (6-11 ans) Jacques Goldstyn - L'arbragan  (La Pastèque)
  - (12-17 ans) Elise Gravel - Jesse Elliot a peur de son ombre (Scholastic)
- 2016 : 
  - (0-5 ans) Marianne Dubuc - La tournée de Facteur Souris (Casterman)
  - (6-11 ans) Marie-Louise Gay - Un million de questions ! (Dominique et Compagnie)
  - (12-17 ans) Amélie Dumoulin - Fé M Fé (Québec Amérique)
- 2017 :
  - (0-5 ans) Linda Bailey et Geneviève Godbou - Quand le père Noël était petit (Scholastic)
  - (6-11 ans) Samuel Archibald et Julie Rocheleau - Tommy l'enfant-loup : les aventures de Bill Bilodeau, l'ami des animaux (Le Quartanier)
  - (12-17 ans) Patrick Isabelle - Camille (Leméac)
- 2018 :
  - (0-5 ans) Isabelle Arsenault - L'Oiseau de Colette (La Pastèque)
    - Finalistes: Sophie Faucher & Cara Carmina - Frida, c’est moi (Édito), Valérie Picard & Marianne Ferrer - Le jardin invisible (monsieur Ed)

  - (6-11 ans) Eveline Payette et Guillaume Perreault - Mammouth Rock  (La Courte Échelle)
    - Finalistes: Jacques Goldstyn - Azadah (La Pastèque) et François Gravel - Les vieux livres sont dangereux (La Courte échelle)

  - (12-17 ans) Émilie Rivard - 1re avenue  (Espoir en canne)
    - Finalistes: Annie Bacon - Chroniques post-apocalyptiques d’une enfant sage (Bayard Canada) et Sonia Sarfati & Lou Victor Karnas - Quatre contre les loups (Les Éditions de l'Homme)
- 2019 :
  - (0-5 ans) : Yves Nadon et Jean Claverie - Mon frère et moi  (D’eux)
    - Finalistes: Rhéa Dufresne et Marion Arbona - Tout le monde à bord! (Monsieur Ed), Kirsten Hall et Matthew Forsythe - La feuille d’or (Comme des Géants)

  - (6-11 ans) : François Blais et Valérie Boivin - Le livre où la poule meurt à la fin  (Les 400 coups)
    - Finalistes: Sandra Dussault - Justin et les malcommodes T.1 : La fantastique aventure en forêt (Éditions du Boréal) et Marie-Renée Lavoie - Le dernier camelot (Éditions Hurtubise)

  - (12-17 ans) : Jean-François Sénéchal - Au carrefour  (Leméac)
    - Finalistes : Sandra Dussault - Le programme (Québec Amérique) et Brigitte Vaillancourt - Les Marées (Éditions du Boréal)
- 2020 :
  - (0-5 ans) : Maude Nepveu-Villeneuve et Sandra Dumais - Simone sous les ronces  (FonFon)
    - Finalistes: Orbie - La corde à linge (Les 400 coups) et Cécile Gariépy - Objet perdu (La Pastèque)

  - (6-11 ans) : Jacques Goldstyn - Les étoiles (La Pastèque)
    - Finalistes: Stéphanie Boulay et Agathe Bray-Bourret - Anatole qui ne séchait jamais (FonFon) et Timothée de Fombelle et Isabelle Arsenault - Capitaine Rosalie (Gallimard)

  - (12-17 ans) : Véronique Drouin - Rivière-au- Cerf-Blanc (Québec Amérique)
    - Finalistes: Lucie Bergeron - Dans le cœur de Florence (Soulières),  André Marois et Julien Castanié - Moi c’est Tantale (l’Isatis)
- 2021[4] :
  - (0-5 ans) : Mélina Schoenborn et Sandra Dumais, Bob le bobo (La Courte Échelle)
    - Finalistes : Roxane Brouillard et Giulia Sagramola, Mon chien banane (Les 400 coups) - Matthew Forsythe, Pokko et le tambour (Comme des géants)

  - (6-11 ans) : Andrée Poulin et Sonali Zohra, Enterrer la lune (La courte échelle)
    - Finalistes : Véronique Grenier, Colle-moi (La courte échelle) - André Marois et Célia Marquis, L'Alerte au feu (La Pastèque)

  - (12-17 ans) : François Blais et Iris, Lac Adélard (La Courte Échelle)
    - Finalistes : Maryse Pagé, Rap pour violoncelle seul (Leméac) - Pierre-Alexandre Bonin, Un parfum de fausses nouvelles (Bayard)

- 2022 :
  - (0-5 ans) : Anne Renaud et Élodie Duhameau, Albertine Petit-Brindamour déteste les choux de Bruxelles (La courte échelle)
    - Finalistes : Nathalie Dion, L’ébouriffée ou quand mes cheveux s’en mêlent… (Dominique et compagnie) - Carole Tremblay et Élodie Duhameau, La guerre des bébés (La courte échelle)

  - (6-11 ans) : Patrice Michaud et Guillaume Perreault, La soupe aux allumettes (Fonfon)
    - Finalistes: Susan Hughes et Marianne Ferrer, Carmen et la maison sauvage (Monsieur Ed) - Danielle Chaperon et Baptiste Amsallem, L’épouvantable histoire de l’ogresse qui ne mangeait que les enfants sages (La courte échelle)

  - (12-17 ans) : Sarah Lalonde, Trash anxieuse (Leméac)
    - Finalistes : Esther Croft, Exit l’innocence (Québec Amérique) - Emilie Ouellette, Fab T.1 (Petit homme)
- 2023 :
  - (0-5 ans) : Nadine Robert et Qin Leng, Trèfle (Comme des géants)
    - Finalistes : Pierrette Dubé et Aurélien Galvan, La boîte aux lettres (La courte échelle) - Mélina Schoenborn et Felipe Arriagada-Nunez, Ratatin (La courte échelle)

  - (6-11 ans) : Alexandre Côté-Fournier et Geneviève Bigué, Quincaillerie Miville (La courte échelle)
    - Finalistes: Paul Tom et Mélanie Baillairgé, Seul (La courte échelle) - François Gravel et Geneviève Côté, Le trésor des Vikings (Éditions Québec Amérique)

  - (12-17 ans) : Julie Champagne, Cancer ascendant autruche (La courte échelle)
    - Finalistes : Jonathan Bécotte, La chambre éteinte (Leméac éditeur) - Lisa-Marie Gagnon, Limonade T.1 : Un été au Lac-Saint-Jean (Groupe HMH)
- 2024 :
  - (0-5 ans) : Véronique Lambert et Éléna Comte, Dans les souliers d'Amédée (Fonfon)
    - Finalistes : Gilles Tibo et Soufie, Petit Museau parmi les mots (Éditions d'Eux) - Roxane Brouillard et Cathon Le dessin trop mignon (Éditions André Fontaine)

  - (6-11 ans) : Caroline Merola, Mina et sa bête (La courte échelle)
    - Finalistes : Jonathan Bécotte et Enzo, Taches d'huile (Éditions Québec Amérique) - Emilie Ouellette et Lidia-Ntombo Lulendo, Morane adoooore parler! (Éditions Québec Amérique)

  - (12-17 ans) : Karine Glorieux, Laurence Beaudoin-Masse, Edith Chouinard, Vanessa Duchel, Schelby Jean-Baptiste, Alexandra Larochelle, Jérémie Larouche, Nicolas Michon, Olivier Simard, Pierre-Yves Villeneuve, Ma première fois : Recueil de nouvelles sexu (Éditions de la Bagnole)
    - Finalistes : Evelyne Fournier, Me prendre dans mes bras T.01 (Éditions du Parc en face) - Marie-Andrée Arsenault, Le piège de soie (Héritage jeunesse)

### Lauréats hors Québec
- 2011:
  - (0-5 ans) Samuel Ribeyron - Super Beige (Le vengeur masqué)
  - (6-11 ans) Alex Cousseau et Philippe-Henri Turin - Charles à l'école des dragons (Seuil jeunesse)
  - (12-17 ans) Timothée de Fombelle  - Vango: Entre ciel et terre (Gallimard jeunesse)
- 2012 :
  - (0-5 ans) Matthieu Maudet - J'y vais (Loulou & cie)
  - (6-11 ans) Colas Gutman et Delphine Perret - L'Enfant (L'école des loisirs)
  - (12-17 ans) Ruta Sepetys - Ce qu'ils n'ont pas pu nous prendre (Gallimard)
- 2013 : 
  - (0-5 ans) Vincent Cuvellier et Ronan Badel - Émile est invisible (Gallimard Jeunesse)
  - (6-11 ans) Michael Escoffier et Kris DiGiacomo - Sans le A : l'anti-abécédaire (Kaléidoscope)
  - (12-17 ans) Sarah Cohen-Scali - Max (Gallimard Jeunesse)
- 2014 :
  - (0-5 ans) Agnès Laroche et Stéphanie Augusseau - Le cadeau (Alice Jeunesse)
  - (6-11 ans) Kyo Maclear et Matte Stephens - M. Flux (La Pastèque)
  - (12-17 ans) John Green - Nos étoiles contraires (Nathan)
- 2015 :
  - (0-5 ans) Mo Willems - Ce n’est PAS une bonne idée (Kaléidoscope)
  - (6-11 ans) Drew Daywalt et Oliver Jeffers - Rébellion chez les crayons (Kaléidoscope)
  - (12-17 ans) Holly Goldberg Sloan - La vie par 7 (Gallimard)
- 2016 :  
  - (0-5 ans) Nadine Brun-Cosme et Olivier Tallec - Moi devant (Flammarion Père Castor)
  - (6-11 ans) Audren, ill. Clément Oubrerie - Mon chien est raciste (Albin Michel Jeunesse)
  - (12-17 ans) Jandy Nelson - Le soleil est pour toi (Gallimard)
- 2017 :
  - (0-5 ans) Mike Curato - Petit Elliot dans la grande ville (Casterman)
  - (6-11 ans) David Almond et Oliver Jeffers - Le garçon qui nageait avec les piranhas (Gallimard Jeunesse)
  - (12-17 ans) Susin Nielsen - Nous sommes tous faits de molécules (La Courte Échelle)

- 2018 : 
  - (0-5 ans) Julien Béziat - Le bain de Berk (Pastel)
    - Finalistes: Carson Ellis - Koi ke bzzz? (Hélium), Charlotte Erlih & Marjolaine Leray - Comme tout le monde (Éditions Talents Hauts)

  - (6-11 ans) Sara Pennypacker et Jon Klassen - Pax et le petit soldat (Gallimard jeunesse)
    - Finalistes: Davide Cali & Maurizio A.C. Quarello - Cours (éditions Sarbacane), Matt Haig & Chris Mould - Un garçon nommé Noël (Hélium)

  - (12-17 ans) Orianne Charpentier - Rage (Gallimard Jeunesse)
    - Finalistes: François-Guillaume Lorrain - Le garçon qui courait (Sarbacane) et Flore Vesco - Louis Pasteur contre les loups-garous (Didier Jeunesse)
- 2019 :
  - (0-5 ans) : Joe Todd-Stanton - Le secret du rocher noir  (L’École des loisirs)
    - Finalistes: Sylvain Alzial et Hélène Rajcak - Panthera Tigris (Éditions du Rouergue), Niki Orfanou et Yvan Duque - Le petit Ivan (Lièvre de Mars)

  - (6-11 ans) : Jean-Claude Mourlevat et Antoine Ronzon - Jefferson  (Gallimard jeunesse)
    - Finalistes: Irène Cohen-Janca et Marc Daniau - Ruby, tête haute (Les Éditions des Éléphants), Guillaume Guéraud et Renaud Farace - Captain Mexico (Éditions du Rouergue)

  - (12-17 ans) : Stéphane Servant - Sirius  (du Rouergue)
    - Finalistes: Charlotte Bousquet - Celle qui venait des plaines (Gulf Stream) et Davide Morosinotto - Le célèbre catalogue Walker & Dawn (École des loisirs)
- 2020 :
  - (0-5 ans) : Ian De Haes - Superlumineuse  (Alice Jeunesse)
    - Finalistes: Gilles Baum et Amandine Piu - Palmir (Amaterra), Camilla Pintonato - Pleine lune (Comme des géants)

  - (6-11 ans) : Oliver Jeffers - Nous sommes là : Notes concernant la vie sur la planète Terre  (Kaléidoscope)
    - Finalistes: Russell Hoban et Alexis Deacon - Le lion de Jacob (Monsieur Ed), Paul Martin et Jean-Baptiste Bourgois - Violette Hurlevent et le Jardin sauvage (Sarbacane)

  - (12-17 ans) : Jessica Townsend - Nevermoor T.1 : Les défis de Morrigane Crow  (Pocket)
    - Finalistes: Gary D. Schmidt - Autour de Jupiter (Bayard) et Cherie Dimaline - Pilleurs de rêves (Éditions du Boréal)
- 2021[4] :
  - (0-5 ans) : Jessica Love, Julian est une sirène (École des loisirs)
    - Finalistes : Anna Walker, Florette (Kaléidoscope) - Aviaq Johnston et Tim Mack, Quel est mon superpouvoir ? (Éditions les Malins)

  - (6-11 ans) : Linda Bailey et Julia Sarda, Mary, auteure de Frankenstein (La Pastèque)
    - Finalistes : Agnès Mathieu-Daudé et Olivier Tallec, Dagfrid : des brioches sur les oreilles (Ecole des loisirs) - Thibault Prugne, Le parfum des grandes vacances (Margot)

  - (12-17 ans) : Nnedi Okorafor, Akata Witch (École des loisirs)
    - Finalistes : Padma Venkatraman, De l'autre côté du pont (Ecole des loisirs) - Alyssa Hollingsworth, Mes copains, mon grand-père et moi (Pocket)

- 2022 :
  - (0-5 ans) : Meritxell Marti et Xavier Salomó, Sous les vagues (Les 400 coups)
    - Finalistes : Chris Haughton, Et si ? (Thierry Magnier) - Davide Cali et Miguel Tanco, M. Tigre le magnifique (Gallimard)

  - (6-11 ans) : Sara Pennypacker, Le château des papayes (Gallimard)
    - Finalistes : Sophie Anderson et Elisa Paganelli, La maison qui parcourait le monde (L’école des loisirs) - Michael Morpurgo et Benji Davies, Le phare aux oiseaux (Gallimard)

  - (12-17 ans) : Brianna Jonnie, Nahanni Shingoose et Neal Shannacappo, Si je disparais (Isatis)
    - Finalistes : Anne Loyer, Filles uniques (Slalom) - Davide Morosinotto, La fleur perdue du chaman de K. (L’école des loisirs)
- 2023 :
  - (0-5 ans) : Tom Gauld, Le petit robot de bois et la princesse-bûchette (Comme des géants)
    - Finalistes : Mike Boldt, Trouve Gustave (Bayard Canada) - Jarvis, Le garçon en fleurs (Kaléidoscope)

  - (6-11 ans) : Jolan Bertrand et Tristan Gion, Les sœurs Hiver (L’école des loisirs)
    - Finalistes : Kelly Yang, Réception, bonjour! (Scholastic)

  - (12-17 ans) : Alice Oseman, Loveless (Hachette)
    - Finalistes : Alice Dussutour et Clémentine Beauvais, Naître fille (Editions du Ricochet) - Jennifer Lynn Barnes, Inheritance games, Vol. 1 (Univers Poche)
- 2024 :
  - (0-5 ans) : Christopher Denise, Chevalier Chouette (Kaléidoscope)
    - Finalistes : Noemi Vola, Si tu pleures comme une fontaine (Monsieur Ed) - Paolo Proietti, Graine d'empereur (Circonflexe)

  - (6-11 ans) : Jodi Lynn Anderson, Les treize sorcières : La voleuse de mémoire, t.1 (Petit Homme)
    - Finalistes : Lucia Zamolo, Un éléphant assis sur le coeur (La courte échelle) - Thomas Vinau et Marc Majewski, La poésie, késako? (Gallimard Jeunesse)

  - (12-17 ans) : Jewell Rhodes, Frère noir, noir de frère (Boomerang)
    - Finalistes : Joanne Levy, Les Hauts et les bas de Fish (Orca Book Publishing) - Whye Van, Date me, Bryson Keller (Korrigan)

## Catégorie Poésie
La catégorie « poésie » créée en 2015, ne récompense que des auteurs québécois ; il n'existe donc pas la sous-catégorie Hors-Québec.
- 2015 : François Rioux - Poissons volants (Le Quartanier)
- 2016 : Carole David - L'Année de ma disparition (Les Herbes rouges)
- 2017 : Sébastien B. Gagnon - Mèche (L'Oie de Cravan)
- 2018 : René Lapierre - Les Adieux (Les Herbes rouges)
  - Finalistes:  Daria Colonna - Ne faites pas honte à votre siècle (Poètes de brousse), Rose Eliceiry - Là où fuit le monde en lumière (Les Éditions de l'Écrou) et Daniel Leblanc-Poirier - 911 (Éditions de l'Hexagone )
- 2019 : Joséphine Bacon - Uiesh / Quelque part (Mémoire d'encrier)
  - Finalistes : Marie-Hélène Voyer - Expo Habitat (La Peuplade), Alain Larose - La chanson de ma mère (Moult) et Michaël Trahan - La raison des fleurs (Le Quartanier)
- 2020 : Anne-Marie Desmeules - Le tendon et l'os (Éditions de l'Hexagone )
  - Finalistes : Annie Lafleur  - Ciguë (Le Quartanier), Jonas Fortier – Chansons transparentes (L'Oie de Cravan) et Benoit Jutras - Golgotha (Les Herbes rouges)
- 2021 : Lorrie Jean-Louis - La femme cent couleurs (Mémoire d'encrier)
  - Finalistes : Le temps qu’il fait, de Christian Girard (L'Oie de Cravan) - Sestrales, d’Andréane Frenette-Vallières (Le Noroît) - Pendant que Perceval tombait, de Tania Langlais  (Les Herbes rouges)
- 2022 : Camille Readman Prud'homme - Quand je ne dis rien je pense encore (L'Oie de Cravan)
  - Finalistes : Fouiller le décombres, de Flavia Garcia (Mémoire d'encrier) - Habitantes, de Anick Arsenault (L'écrou) - La voleuse, de Daria Colonna  (Poètes de brousse)
- 2023 : Marie-Hélène Voyer - Mouron des champs (La Peuplade)
  - Finalistes : Une flambée mes mains, de Alycia Dufour (Poètes de brousse) - Surtout ne pas faire de listes, de Lucille de Pesloüan (Rodrigol) - Domaine du repos, d'Emmanuelle Riendeau  (Éditions du Noroît)
- 2024 : Fille méchante, de Juliette Langevin (L’Oie de Cravan)
  - Finalistes : À quoi jouons-nous, de Rachel Lamoureux (Le Quartanier) - L’horizon par hasard, d’Anne Martine Parent (La Peuplade) - Jean dit : 111 poèmes pour Ti Jean Kérouac, de Maxime Catellier et Myriam Cliche (L’Oie de Cravan)

## Catégorie Essai
La catégorie « essai », créée en 2018, ne récompense que des écrivains québécois ; il n'existe donc pas la sous-catégorie Hors-Québec :
- 2018 : Jonathan Durand Folco - À nous la ville ! (Écosociété)
  - Finalistes : Maxime Blanchard - Le Québec n’existe pas (Varia), Lili Boisvert - Le Principe du cumshot (VLB), Denys Delâge et Jean-Philippe Warren – Le Piège de la liberté (Boréal)
- 2019 : Robyn Maynard - NoirEs sous surveillance (Mémoire d’encrier)
  - Francis Dupuis-Déri - La crise de la masculinité (Remue-Ménage), Anne-Marie Voisard - Le droit du plus fort (Écosociété) et Anne-Marie Saint-Cerny, Mégantic (Écosociété)
- 2020 : Dominique Payette - Les brutes et la punaise (Lux)
  - Finalistes : Zebedee Nungak  - Contre le colonialisme dopé aux stéroïdes (Boréal), Gérard Bouchard  - Les nations savent-elles encore rêver? (Boréal) et Rosa Pires – Ne sommes-nous pas Québécoises? (Remue-Ménage)
- 2021 : Daphné B. - Maquillée (Marchand de feuilles)
  - Finalistes : Bande de colons. Une mauvaise conscience de classe, d’Alain Deneault (LUX) - Perdre le Sud. Décoloniser la solidarité internationale, de Maïka Sondarjee (Écosociété) - Procès verbal, de Valérie Lefebvre-Faucher (Écosociété)
- 2022 : Camille Toffoli - Filles corsaires (Remue-Ménage)
  - Finalistes : Auassat, de Anne Panasuk (Édito) - L'oeil du maître, de Dalie Giroux (Mémoire d'encrier) - Les racistes n'ont jamais vu la mer, de Rodney Saint-Éloi et Yara El-Ghadban (Mémoire d'encrier)
- 2023 : Marie-Hélène Voyer - L'habitude des Ruines (Lux)
  - Finalistes : Armer la rage, Marie-Pierre Lafontaine (Héliotrope) - Cicatrices, Sara Daniel Michaud (Nota Bene) - Tu choisiras les montagnes,Andréane Frenette-Vallières (Éditions du Noroît)
- 2024 : Dahlia Namian - La société de provocation (Lux éditeur)
  - Finalistes : 11 brefs essais queer, Marie-Ève Kingsley (Somme toute) - Althusser assassin: la banalité du mâle, Francis Dupuis-Déri (Éditions du Remue-ménage) - Troubler les eaux, Frédérick Lavoie (La Peuplade)

## Catégorie Bande dessinée

### Volet - Adulte

#### Lauréats québécois
- 2018 : Véro Cazot et Julie Rocheleau, Betty Boob (Casterman)
  - Finalistes : Axelle Lenoir et Cab, L'Esprit du camp, t.1 (Studio Lounak) - François Vigneault, Titan (Pow Pow)
- 2019 : Francis Desharnais, La petite Russie (Pow Pow)
  - Finalistes: Catherine Ocelot, La vie d’artiste (Mécanique générale) - Siris, Vogue la valise, l’intégrale (La Pastèque)
- 2020 : Marie-Noëlle Hébert, La grosse laide (XYZ)
  - Finalistes : Mikaël, Bootblack, 1/2 (Dargaud) - Mélanie Leclerc, Contacts (Mécanique Générale)
- 2021 : Denis Rodier (dessins), La Bombe (Glénat) en collaboration avec Laurent-Frédéric Bollée et Alcante
  - Finalistes : Patrick Senécal et dessins Jeik Dion, Aliss (Alire) - Isabelle Perreault, André Cellard, Patrice Corriveau, dessins Christian Quesnel, Vous avez détruit la beauté du monde (Moelle Graphik)
- 2022 : Jean-Paul Eid, Le petit astronaute (La Pastèque)
  - Finalistes : Christian Quesnel et Anne-Marie Saint-Cerny, Mégantic, un train dans la nuit (Écosociété) - Mélanie Leclerc, Temps libre (Somme toute)
- 2023 : Geneviève Bigué, Parfois les lacs brûlent (Front Froid)
  - Finalistes : Siris et Marc Tessier, Un Paris pour Dallaire (La Pastèque)
  - Finalistes : Marc Tessier (scénariste) et Louis Rémillard, Jacob Doyon, Alain Chevarier, Blanche, Marc Pageau, Réal Godbout, Jordanne Maynard, Jean-Pierre Chansigaud, François Donatien, Christian Quesnel, Mathieu Massicotte Quesnel, Luc Sanschagrin, Sophie Bédard (dessinateurs/trices), René Lévesque — Quelque chose comme un grand homme (Moelle Graphik)
- 2024 : Boum, La méduse (Pow Pow)
  - Finalistes : Samuel Cantin, Shérif Junior : Il y a quelque chose de poussiéreux à Sorel-sur-Poussière (Pow Pow) - Charles Beauchesne et dessins Xavier Cadieux, Les pires moments de l'histoire (Front Froid)

#### Lauréats hors Québec
- 2018 : Bastien Vivès - Une sœur (Casterman)
  - Finalistes : Gipi - La Terre des fils (Futuropolis), Zerocalcare, Oublie mon nom (Cambourakis)
- 2019 : Emil Ferris - Moi, ce que j’aime, c’est les monstres (Alto)
- 2020 : AJ Dungo - In waves (Casterman)
  - Finalistes : Fabien Vehlmann, Gwen De Bonneval, Hervé Tanquerelle et Frédéric Blanchard - Le Dernier Atlas T.1  (Dupuis) et Emily Carroll, Speak (Rue de Sèvres)
- 2021 : David L. Carlson et Landis Blair - L'Accident de chasse (Sonatine)
  - Finalistes : Seth, Clyde Fans (Delcourt) - Mathieu Bablet, Carbone et Silicium (Ankama)
- 2022 : Elene Usdin, René.e aux bois dormants (Sarbacane)
  - Finalistes : Appollo, Christophe Gaultier, Marie Galopin et Anne-Sophie Dumeige, La désolation (Dargaud) - Winshluss, J'ai tué le soleil (Gallimard)
- 2023 : Joris Mertens, Nettoyage à sec (L'école des loisirs)
  - Finalistes : Shiro Kuroi, Léviathan, vol. 1 (AC Media) - Alexandre Clérisse, Feuilles volantes (Dargaud)
- 2024 : Grégory Panaccione et Antonio Moresco, La petite lumière (Delcourt)
  - Finalistes : Jean-Marc Rochette, La dernière reine (Casterman) - Neyef, Hoka Hey! (L'école des loisirs)

### Volet - Jeunesse

#### Lauréats québécois
- 2020 : Geneviève Pettersen et François Vigneau - 13e avenue t.1 (La Pastèque)
  - Finalistes : Julien Paré-Sorel - Aventurosaure t.1 : Le réveil de Rex (Presses Aventure) et Axelle Lenoir - Si on était t.1 (Front froid)
- 2021[4] : Anouk Mahiout et Marjolaine Perreten, Pauline, une petite place pour moi (Comme des géants)
  - Finalistes : Julien Paré-Sorel, Aventurosaure, tome 2 : L'héritage de Cory (Presses aventure) - Frédéric Antoine et  Jean-François Vachon,  Jimmy Tornado, tome 3 : Aux portes d Agartha (Presses aventure)

- 2022 : Fanny Britt et Isabelle Arsenault, Truffe (La Pastèque)
  - Finalistes : Heather Tekavec et Guillaume Perreault, Arnold, le genre de super-héros (La Pastèque) - Jocelyn Boisvert et Pascal Colpron, Mort et déterré T.2 (Dupuis)
- 2023 : Guillaume Perreault, Le facteur de l'espace : La faim du monde, vol. 3 (La Pastèque)
  - Finalistes : Larry Tremblay et Julien Castanié, Marco bleu (Groupe Ville-Marie) - Rémy Simard, Reine Babette (La Pastèque)
- 2024 : Orbie, Le Tiroir des bas tout seuls (Les 400 coups)
  - Finalistes : Danielle Chaperon et Samuel Cantin, J'aime pas ta robe (Monsieur Ed) - Iris Boudreau, Gervais et Conrad : Un livre sur la flore qui nous entoure! (Les 400 coups)

#### Lauréats hors Québec
- 2020 : Vera Brosgol - Un été d’enfer ! (Rue de Sèvres)
  - Finalistes : Élodie Shanta - Crevette (La Pastèque) et Jean Dytar - Les tableaux de l’ombre (Delcourt)
- 2021[4] : Pénélope Bagieu et Roald Dahl, Sacrées sorcières (Gallimard)
  - Finalistes :  Marzena Sowa et Geoffrey Delinte, La grande métamorphose de Théo (La Pastèque) - Nadia Nakhlé, Les oiseaux ne se retournent pas (Delcourt)

- 2022 : Tim Probert, Lightfall T2: La dernière flamme (Gallimard)
  - Finalistes : Régis Hautière et Renaud Dillies, Le Clan de la rivière sauvage, tome 1 : L’œil du serpent (De la Gouttière) - Ben Queen et Joe Todd-Stanton, Ours (Kinaye)
- 2023 : Sophie Escabasse, Les sorcières de Brooklyn, vol. 1 (Bayard Éditions)
  - Finalistes : Tatsuki Fujimoto, Look back (Viz Média Europe) - Grégory Panaccione et Daniel Pennac, Cabot-Caboche (Delcourt)
- 2024 : Léonie Bischoff et Kathleen Karr, La longue marche des dindes (Rue de Sèvres)
  - Finalistes : Nicolas Wouters et Mathilde Vangheluwe, Magda, cuisinière intergalactique : Le grand tournoi, t.1 (Sarbacane) - Josephine Mark, Voyage de malade (Gallimard BD)